# Günter Fischer
Günter Fischer (* 22. Februar 1941 in Karlsruhe) ist ein deutscher Politiker (SPD).
Fischer absolvierte nach dem Besuch der Volksschule eine Lehre als Dreher. Nach Gesellen- und Meisterprüfung war er von 1966 bis 1986 als selbstständiger Handwerksmeister tätig. Fischer ist verheiratet; aus der Ehe gingen zwei Kinder hervor.
Fischer trat 1970 in die SPD ein. 1980 übernahm er den Vorsitz des Ortsvereins Karlsruhe-Hagsfeld; zudem war er Mitglied im Vorstand des Karlsruher SPD-Kreisverbandes. 1980 wurde er in den Karlsruher Gemeinderat gewählt, dem er bis 1996 angehörte.
Bei der Landtagswahl im April 1996 wurde Fischer erstmals in den Landtag von Baden-Württemberg gewählt. In der 13. Wahlperiode (2001–2006) war er parlamentarischer Geschäftsführer der SPD-Landtagsfraktion. In beiden Wahlperioden vertrat Fischer den Wahlkreis Karlsruhe I; dort gewann er 2001 auch das Direktmandat. Dem 14. Landtag (2006–2011) gehörte er jedoch nicht mehr an.